# Vladislav Davankov
Vladislav Andreïevitch Davankov (en russe : Владислав Даванков), né le 25 février 1984 à Smolensk, est un homme politique russe. Il est l'un des vice-présidents de la Douma d'État depuis 2021. 
Il est membre du parti Nouvelles personnes, seul parti représenté au Parlement n'ayant pas soutenu la reconnaissance des républiques populaires de Donetsk et de Lougansk peu avant l'invasion russe de l'Ukraine. Candidat à l'élection présidentielle russe de 2024, des sondages le créditent de la deuxième place et sa candidature est autorisée malgré des pressions du Kremlin.
Politiquement d'orientation libérale, il se déclare en faveur « de la paix et de négociations » pour mettre fin à la guerre en Ukraine, ainsi qu'à la fin de la censure en Russie. En 2024, il est décrit comme le candidat « le plus libéral de l’élection ». Il adopte toutefois des positions conservatrices sur certaines thématiques, jouant un rôle dans une législation visant à interdire la transition de genre. Durant sa campagne, il prend également position contre l'emploi de travailleurs migrants.

## Biographie

### Jeunesse
Né à Smolensk, Vladislav Davankov déménage ensuite à Moscou, où il est diplômé de l'université d'État. Il obtient son diplôme en 2006 à la faculté d'histoire. Son père est un pilote militaire.

### Carrière professionnelle
À la suite de l'obtention de son diplôme universitaire, Vladislav Davankov est employé par une entreprise de vente directe, Faberlic, créée par Alexeï Nechaïev. Il gravit ensuite les échelons dans cette entreprise et en devient le vice-président en 2013.

### Carrière politique

#### Élection à la Douma
En 2020, Alexeï Nechaïev crée le parti politique Nouvelles personnes, et il nomme Vladislav Davankov comme directeur de son comité central exécutif.
Lors des élections législatives russes de 2021, Vladislav Davankov est élu à la Douma. Le Président de la chambre Viatcheslav Volodine le nomme ensuite vice-président, chaque formation politique se voyant attribuer un vice-président,.
Le parti de Vladislav Davankov s'oppose à la politique de vaccination obligatoire lors de la pandémie de Covid-19. Quelques jours avant l'invasion de l'Ukraine, le parti Nouvelles personnes ne vote pas la reconnaissance des républiques populaires de Donetsk et de Lougansk comme États indépendants de l'Ukraine.
À la Douma, il est l'un des acteurs majeurs dans l'élaboration de la loi protégeant les données des individus en ligne. Après la mise en service d'une conscription partielle dans le contexte de l'invasion de l'Ukraine, Vladislav Davankov met en place un service de soutien pour ceux qui ont été mobilisés de manière illégale, ce que son parti décrit comme une aide « au retour chez eux de centaines de moscovites mobilisés à mauvais escient ». Il propose également une loi autorisant les entrepreneurs et les fermiers à être exclus de la conscription, et travaille à des initiatives pour autoriser les récemment diplômés, ainsi que les pères de familles nombreuses à être exemptés également de leurs obligations militaires. D'autres projets de lois dans lesquels il s'illustre ont pour objectif de supprimer les amendes liées au Covid-19 ou de prolonger les congés du mois de mai.
En août 2023, Vladislav Davankov introduit un recours contre l'interdiction des films Barbie et Oppenheimer, qui ont été interdits par le ministère de la Culture russe, qui avance qu'ils « ne convenaient pas aux valeurs morales et traditionnelles de la Russie ». Vladislav Davankov propose qu'ils puissent être montrés mais que des « visas d'exploitation » soient obligatoirement réclamés pour les films en provenance de « pays inamicaux ». Ce recours est cependant rejeté.
En 2023, Vladislav Davankov participe sans succès à l'élection municipale de la ville de Moscou, controversée pour son recours au vote électronique. Il obtient 5.38 % des suffrages.

#### Candidature à l'élection présidentielle russe de 2024
Vladislav Davankov se porte candidat à l'élection présidentielle russe de 2024. Malgré sa participation, il apporte également son soutien à la candidature de Boris Nadejdine, en soulignant que le pays devrait permettre à un plus grand nombre de candidats de participer. 
Davankov dit qu'il n'a pas l’intention de critiquer les autres candidats de l'élection, déclarant que critiquer les adversaires politiques est un « truc du passé ».
Le 15 février 2024, Vladislav Davankov publie son programme électoral, appelant « à la paix et aux négociations, mais selon nos conditions et sans retour en arrière » pour mettre fin à la guerre en Ukraine. Il propose également de faire cesser la censure imposée par les autorités, la décrivant comme méprisant les minorités et la comparant à une forme dégradée de celle qui avait cours en Union soviétique. Il déclare que, si ceux qui appellent à la destruction de la Russie doivent être effectivement poursuivis, ceux qui ont une opinion critique sur sa politique ne devraient pas l'être. Il critique les « normes répressives » employées pour persécuter ceux qui s'opposent au régime et garantit, dans son programme, l'immunité des journalistes contre les poursuites, de façon à protéger la liberté de la presse. Le journal indépendant Novaïa Gazeta remarque que les promesses traçant la ligne de conduite de Vladislav Davankov « paraissent venir confirmer son statut du candidat le plus libéral du scrutin », indépendamment du fait qu'il se soit prononcé contre l'invasion de Ukraine et qu'il ait proposé une loi contre la mise en œuvre médicale de la transition de genre. Vladislav Davankov fait aussi campagne pour la décentralisation économique et la modernisation, ainsi que pour l'augmentation budgétaire des portefeuilles de la Santé et de l'Éducation. Lors d'une visite dans la ville de Krasnogorsk, qui a déjà connu des tensions autour de la question migratoire, il suggère que l'industrie du pays devrait se focaliser sur l'automatisation et les nouvelles technologies, au lieu d'employer des travailleurs migrants.
Le Centre for European Policy Studies note que Vladislav Davankov est un candidat capable de réunir le camp des sceptiques à l'égard de la poursuite de la guerre en Ukraine, après l'annulation de la candidature du candidat anti-guerre Boris Nadejdine. Dans le même temps, le Kremlin redoute la candidature de Vladislav Davankov à cette élection, et essaie ainsi sans succès d'intervenir et de trouver un candidat plus vieux et moins charismatique pour le remplacer. 
Une enquête sur le plan national donne Vladislav Davankov en deuxième position après Poutine, et le CEPS écrit que « si les partisans de Nadejdine se mobilisaient et contribuaient à amener Vladislav Davankov au-delà de la barre des 10 %, le Kremlin pourrait très bien avoir à revoir sa copie concernant la propagande menée autour de la guerre en Ukraine, voire davantage ». La Fondation Carnegie pour la paix internationale déclare que la campagne de Vladislav Davankov pourrait causer des difficultés à Poutine, car il a pour lui une certaine jeunesse et présente un nouveau visage attractif pour l'électorat russe et que cela entretient un contraste avec l'âge avancé du candidat Poutine qui n'est pas favorable à ce dernier.
À l'issue des élections, il est en troisième position avec 3,9 % des voix. 